# Villahermosa (Messico)
Villahermosa è la capitale dello Stato di Tabasco, Messico, e a capo del comune di Centro. È sede del potere politico dello Stato e importante centro d'affari dell'industria petrolifera messicana. Soprannominata lo "smeraldo del sud-est", è attualmente una città moderna, ricca di risorse naturali e con una florida industria agricola.

## Storia
È stata ufficialmente fondata il 24 giugno del 1596, ma le sue origini risalgono al 1519 con il primo insediamento di Hernán Cortés sulle rive del fiume Grijalva e battezzato con il nome di Santa María de La Victoria. In seguito, a causa delle frequenti incursioni di pirati, un insediamento venne spostato più a monte. Nel corso dei secoli la città ha cambiato nome varie volte:
- Villa Carmona (1564), nome posto da Diego de Quijada.
- San Juan Bautista (1565), in onore al Santo Patrono
- Villa Felipe II, (in onore al re spagnolo).
- Villa Hermosa de San Juan Bautista (1598), titolo concesso dal re Filippo II di Spagna.
- San Juan de Villahermosa (1604,) il viceré marchese di Montesclaros autorizza il nome in onore a Juan de Grijalva scopritore di Tabasco.
- Villahermosa del puerto (1792), nel dichiarare Villahermosa "porto minore".
- Villahermosa de San Juan Bautista (1811)
- San Juan Bautista de Tabasco (a partire dal 4 noviembre del 1826), per decreto del Congresso dello Stato.
- Villahermosa (istituito ufficialmente dal 1916), per decreto del Congresso dello Stato, indicando che il nome "Villahermosa" debba scriversi attaccato e non separato.

Nel 1846, durante la guerra messico-statunitense, lo Stato di Tabasco fu invaso e la città fu bombardata dalle forze statunitensi che se ne impossessarono e istituirono un governo provvisorio. Nel 1864, durante l'intervento francese in Messico, la città subì anche l'invasione delle truppe francesi riportando per la seconda volta gravi danni.

## Monumenti e luoghi d'interesse
Il più famoso luogo d'interesse di Villahermosa è il Parco-museo La Venta che vanta la più grande collezione di reperti della cultura olmeca tra cui le colossali teste scolpite. Tutti ritrovamenti che provengono dal vicino sito archeologico "La Venta" ubicato nel comune di Huimanguillo.

## Geografia fisica

### Territorio
L'estensione territoriale del comune è di 1.612 km² che corrisponde al 6,9% del totale dello Stato.
La città si trova tra i fiumi Grijalva e Carrizal e comprende numerose lagune, la più importante delle quali è la Laguna de las Ilusiones.

Territorio della città di Villahermosa

### Clima
Come la maggior parte dello Stato di Tabasco, Villahermosa ha un clima tropicale. le temperature in primavera ed estate raggiungono i 40 °C, con un livello di umidità di circa il 30% nello stesso periodo. Durante il breve inverno il clima è molto umido e di giorno le temperature scendono intorno ai 28 °C.
La stagione più bella in città è la primavera quando nei viali fioriscono flamboyán, guayacán ed altri tipi di vegetazioni tropicali.
Nell'ottobre del 2007, Villahermosa ha subito la peggiore alluvione della storia. Centinaia di persone sono state costrette a sfollare e ad abbandonare le loro abitazioni.

## Amministrazione

### Gemellaggi
- San Bernardino
- Coatzacoalcos